# Australische dodaars
De Australische dodaars (Tachybaptus novaehollandiae) is een vogelsoort uit de familie van de futen (Podicipedidae). De wetenschappelijke naam van de soort werd gepubliceerd in 1826 door Stephens.

## Kenmerken
Het verenkleed is donkerbruin met een glanzend zwarte kop en een bruine streep in het gezicht en de nek. De ogen zijn geel en er zit een lichtgele vlek op de wangen. Deze vogel is ongeveer 25 tot 27 centimeter lang.

## Verspreiding en leefgebied
Deze soort komt voor in de grote meren en rivieren van Australië, Nieuw-Zeeland en de nabij liggende eilanden en telt zes ondersoorten:
- T. n. javanicus: Java.
- T. n. fumosus : de Sangihe-eilanden en de Talaudeilanden
- T. n. incola: noordelijk Nieuw-Guinea en Nieuw-Brittannië.
- T. n. novaehollandiae: Timor, zuidelijk Nieuw-Guinea, Australië en noordelijk Nieuw-Zeeland.
- T. n. leucosternos: Vanuatu en Nieuw-Caledonië.
- T. n. rennellianus: Rennell (Salomonseilanden).

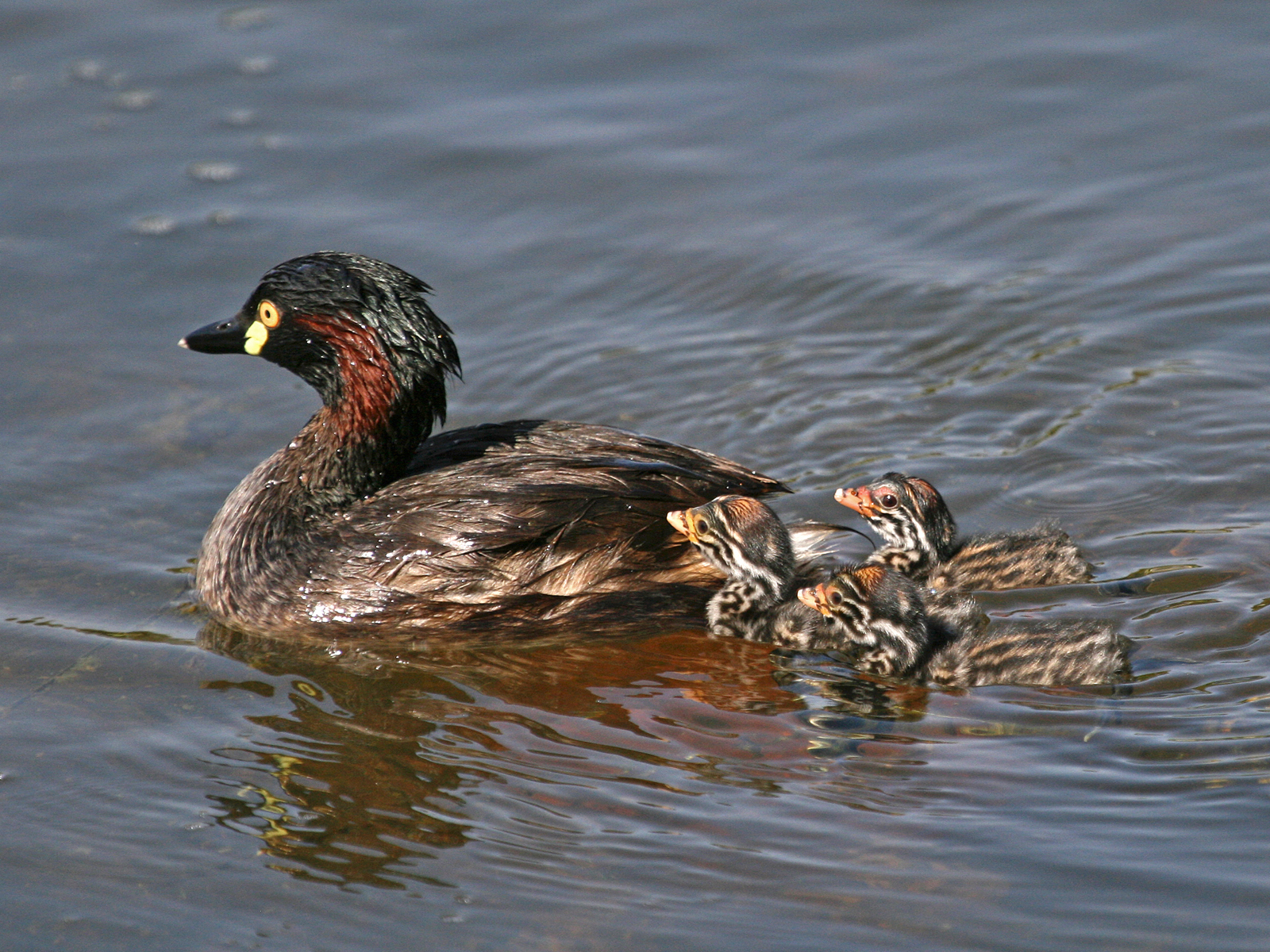
Australische dodaars met kuikens